# Torneio Cidade de La Linea
O Torneio Cidade de La Línea é um torneio amistoso de futebol, que se celebra na cidade de La Línea de la Concepción, na Andaluzia (Espanha). Se disputa no Estadio Municipal de La Línea de la Concepción.

## Campeões
| Ano  | Campeão                  | Vice                | 3º colocado         | 4º colocado         |
| 1970 | Valência                 | Sevilla             | San Lorenzo         | Anderlecht          |
| 1971 | Rapid Viena              | Celta de Vigo       | Málaga              | Dinamo de Bucareste |
| 1972 | Dukla Praga              | FK Sarajevo         | Granada             | Málaga              |
| 1973 | Real Betis               | Belenenses          | Eintracht Frankfurt | Málaga              |
| 1974 | Hajduk Split             | Real Betis          | Valência            | Unión Española      |
| 1975 | Espanyol                 | Steaua de Bucareste | Sevilla             | Hajduk Split        |
| 1976 | Málaga                   | Valência            | Dinamo Tbilisi      | Amsterdam           |
| 1977 | UD Salamanca             | Nacional            | Stoke City          | Cádiz               |
| 1978 | Birmingham City          | Sporting de Gijón   | Slovan Bratislava   | Real Zaragoza       |
| 1979 | Sel. Olímpica da Hungria | Monterrey           | Málaga              | Almería             |
| 1980 | Algeciras                | Linense             | Lusitano de Évora   | Kenitra             |
| 1981 | Real Madrid              | Leeds United        | Partizan Belgrado   | Sporting de Gijón   |
| 1982 | Real Madrid              | Athletic de Bilbao  | Vojvodina           | Nottingham Forest   |
| 1983 | Atlético de Madrid       | Cádiz               | Liverpool           | Dinamo de Bucareste |
| 1984 | Não disputado            |                     |                     |                     |
| 1985 | Barcelona                | Atlético Mineiro    | Boavista            | Cádiz               |
| 1986 | Real Madrid              | Fluminense          | Nacional            | Sporting de Gijón   |
| 1987 | Spartak Moscou           | Mallorca            |                     |                     |
| 1988 | Não disputado            |                     |                     |                     |
| 1989 | Atlético de Madrid       | Sevilla             | Slovan Bratislava   | Palmeiras           |
| 1990 | Lazio                    | Real Madrid         | Peñarol             | Cádiz               |
| 1991 | Barcelona                | Honvéd              |                     |                     |
| 1992 | Atlético de Madrid       | Flamengo            |                     |                     |
| 1993 | Valência                 | Sevilla             |                     |                     |
| 1994 | Real Madrid              | PSV Eindhoven       |                     |                     |
| 1995 | Barcelona                | Lyon                |                     |                     |
| 1996 | Não disputado            |                     |                     |                     |
| 1997 | Real Valladolid          | Real Betis          |                     |                     |
| 1998 | Aston Villa              | Sevilla             |                     |                     |
| 1999 | Linense                  | Málaga              |                     |                     |
| 2000 | Real Madrid              | Middlesbrough       |                     |                     |
| 2001 | Sevilla                  | Málaga              |                     |                     |
| 2002 | Sevilla                  | Nacional            |                     |                     |
| 2003 | Sevilla                  | Linense             |                     |                     |
| 2004 | Atlético de Madrid       | Real Zaragoza       |                     |                     |
| 2017 | Las Palmas               | Linense             |                     |                     |
| 2018 | Cádiz                    | Mallorca            | Linense             |                     |
| 2019 | Cádiz                    | Linense             |                     |                     |